# CBC Sports
CBC Sports — підрозділ канадської телерадіомовної корпорації (CBC), відповідальний за спортивне мовлення англійською мовою. 
Колись головна спортивна телекомпанія країни, останнім часом вона втратила багато своїх минулих прав і спортивні покриття в даний час в основному обмежується олімпійськими видами спорту, іншими аматорськими заходами, а також Калгарі Стампід та конкуру з Спрус-Медоуз.